# Parvisquama trukensis
Parvisquama trukensis är en tvåvingeart som beskrevs av John Otterbein Snyder 1965. Parvisquama trukensis ingår i släktet Parvisquama och familjen husflugor. Inga underarter finns listade i Catalogue of Life.